# Maurizio Gueli
Maurizio Gueli (Roma, 12 gennaio 1937 – Roma, 25 dicembre 2006) è stato un attore italiano.

## Biografia
Nato a Roma, Maurizio Gueli si forma artisticamente all'Accademia nazionale d'arte drammatica e ottenuto il diploma, inizia la propria carriera in teatro intorno alla seconda metà degli anni cinquanta; molto attivo anche in altri ambiti artistici, si dedicò maggiormente alla televisione che divenne presto una figura molto presente in diversi sceneggiati e film televisivi già a partire dalla seconda metà degli anni sessanta.
Intorno alla seconda metà degli anni settanta, Maurizio Gueli sperimenta con grande disinvoltura anche il periodo cinematografico partecipando maggiormente a commedie poliziesche in cui interpretava spesso lo stereotipo del poliziotto tutto d'un pezzo o semplicemente il ruolo di uomo integerrimo e senza il benché minimo scrupolo. Con l'arrivo della televisione commerciale, Maurizio Gueli diventa anche (grazie al suo trascorso teatrale) un doppiatore occasionale, anche se perlopiù in veste di narratore.
Durante gli ultimi anni di vita, Maurizio Gueli diradò fortemente gli impegni artistici in favore dell'insegnamento alla recitazione; ormai con una carriera durata quasi 50 anni, tra teatro, cinema e televisione. 
L'attore muore il giorno di Natale del 2006, all'età di 69 anni, a Roma.

## Filmografia

### Cinema
- Napoli spara!, regia di Mario Caiano (1977)
- Travolto dagli affetti familiari, regia di Mauro Severino (1978)
- Un poliziotto scomodo, regia di Stelvio Massi (1978)
- Da Corleone a Brooklyn, regia di Umberto Lenzi (1979)
- Assassinio sul Tevere, regia di Bruno Corbucci (1979)
- Agenzia Riccardo Finzi... praticamente detective, regia di Bruno Corbucci (1979)
- Il ficcanaso, regia di Bruno Corbucci (1981)
- Un mondo d'amore, regia di Aurelio Grimaldi (2003)

### Televisione
- Antonio e Cleopatra, regia di Vittorio Cottafavi – film TV (1965)
- Vita di Dante, regia di Vittorio Cottafavi – miniserie TV (1965)
- Le inchieste del commissario Maigret – serie TV, episodio 3x05 (1968)
- Il carteggio Aspern, regia di Sandro Sequi (1972)
- Ritratto di signora, regia di Sandro Sequi – miniserie TV (1975)
- Lo scandalo della Banca Romana, regia di Luigi Perelli – miniserie TV (1977)
- Processo a Maria Tarnowska, regia di Giuseppe Fina – miniserie TV (1977)
- Il furto della Gioconda, regia di Renato Castellani – miniserie TV (1978)
- Alto tradimento - Un'indagine su Cesare Battisti, regia di Walter Licastro – miniserie TV (1978)
- Astuzia per astuzia, regia di Mario Caiano – miniserie TV (1979)
- L'affare Stavisky, regia di Luigi Perelli – miniserie TV (1979)
- Un uomo da ridere, regia di Lucio Fulci – miniserie TV (1980)
- George Sand, regia di Giorgio Albertazzi – miniserie TV (1981)
- L'occhio di Giuda, regia di Paolo Poeti – miniserie TV (1982)
- Inverno al mare, regia di Silverio Blasi – miniserie TV (1982)
- Le storie di Mozziconi – serie TV, episodio 1 (1983)
- I racconti del maresciallo, regia di Giovanni Soldati – miniserie TV (1984)
- Quei trentasei gradini, regia di Luigi Perelli – miniserie TV (1984)
- Aeroporto internazionale – serie TV (1985)
- A viso coperto, regia di Gianfranco Albano – miniserie TV (1985)
- Due fratelli, regia di Alberto Lattuada – miniserie TV (1988)
- E non se ne vogliono andare!, regia di Giorgio Capitani – film TV (1988)
- Un nuovo giorno, regia di Aurelio Grimaldi – film TV (1999)
- Francesco, regia di Michele Soavi – miniserie TV (2002)

## Doppiatori italiani
- Luciano De Ambrosis in Assassinio sul Tevere
- Carlo Alighiero in Il ficcanaso

## Doppiaggio
- Kenneth Colley in Firefox - Volpe di fuoco[3]
- Dennis Hopper in Osterman Weekend
- Cláudio Cavalcanti, in Terre sconfinate
- voce narrante della terza stagione de La famiglia Mezil[4]
- Frank Lenart in Paddington, l'orsetto del Perù